# Johann Bernhard Orth
Johann Bernhard Orth (* 31. August 1677 in Heilbronn; † 10. Oktober 1734 ebenda) war 1734 Bürgermeister von Heilbronn.

## Leben
Orth war kein Spross der bedeutenden alten Heilbronner Patrizierfamilie Orth, die zahlreiche Ratsherren und mehrere Bürgermeister hervorgebracht hat, sondern entstammte einer gleichnamigen Familie, die mit einem Johann Philipp Ort im frühen 17. Jahrhundert aus Weinheim an der Bergstraße eingewandert war und ebenfalls Ratspersonen stellte. Sein Vater Philipp Dietrich Orth (1623–1691) war seit 1673 im kleinen Rat und 1680 Steuerherr. Die Mutter Anna Catharina geb. Fischer war Tochter eines Ratsherren.
Johann Bernhard Orth besuchte das Heilbronner Gymnasium und studierte anschließend ab 1697 Rechtswissenschaft an der Universität Altdorf. Von 1703 an war er längere Zeit in Metz. 1706 ließ er sich als Rechtskonsulent in Heilbronn nieder, wo er 1711 ins Stadtgericht berufen wurde. 1714 wechselte er vorübergehend als Amtmann zu den Freiherren von Neipperg nach Schwaigern, bevor er 1719 zurück in Heilbronn in den inneren, kleinen Rat gewählt wurde. 1730 wurde er Steuerherr, 1733 Schultheiß und zu Beginn des Jahres 1734 dritter Bürgermeister. Gleichzeitig wurde er Vogt des reichsstädtischen Dorfes Flein. Orth hat das Bürgermeisteramt nur neun Monate bekleidet, bevor er verstarb und im Friedhof an der Weinsberger Straße beigesetzt wurde. Im Gegensatz zu den mehreren für die Dauer seiner Amtszeit belegten Ämtern besagt eine Notiz im Totenbuch, er habe sein Amt als Bürgermeister nicht länger als einen Tag versehen.
Er war ab 1711 verheiratet mit Maria Elisabeth Becht (1686–1782), einer Tochter des Stadtarztes Georg Becht (1657–1702). Der Ehe entsprangen acht Kinder, von denen es jedoch nur Aufzeichnungen zu zwei Söhnen gibt: Johann Friedrich (1712–1768) wurde ebenfalls Jurist, Wilhelm Friedrich (* 1716) wurde Kanzler der Grafen Fugger und 1758 in den Reichsadel erhoben.
Johann Bernhard Orth geriet bald nach seinem Tod in Vergessenheit. Weder Karl Friedrich Jaeger (1828) noch Friedrich Dürr (1895) erwähnen ihn in ihren Stadtchroniken. Erst die neuere Forschung hat ihn wiederentdeckt. Seine Personalakte verbrannte jedoch beim Luftangriff auf Heilbronn am 4. Dezember 1944.